# Nikodem Łożkin
Nikodem Iwanowicz Łożkin (ros. Никодим Иванович Ложкин, ur. 1904, zm. 1967) – generał major Armii Radzieckiej.

## Życiorys
Był synem Jana. 11 lipca 1945 roku awansowany został na stopień generała majora. Prezydium Krajowej Rady Narodowej uchwałą z dnia 12 marca 1946 roku odznaczyło go Krzyżem Komandorskim Orderu Odrodzenia Polski.
Zmarł w 1967 roku. Pochowany w kolumbarium cmentarza Dońskiego w Moskwie. Był mężem Jewgienii Aleksiejewnej (1906–1990).